# 沃尔切伊
沃尔切伊，是匈牙利杰尔-莫雄-肖普朗州所辖的一个村。总面积9.32平方公里，总人口391，人口密度42.0人/平方公里（2011年1月1日）。